# Villac
Villac là một xã, nằm ở tỉnh Dordogne vùng Aquitaine của Pháp. Xã này có diện tích 20,61 km², dân số năm 2007 là 232 người. Xã nằm ở khu vực có độ cao trung bình 146 m trên mực nước biển.

## Thông tin nhân khẩu
| Năm    | 1962 | 1968 | 1975 | 1982 | 1990 | 1999 | 2007 |
| ------ | ---- | ---- | ---- | ---- | ---- | ---- | ---- |
| Dân số | 420  | 371  | 275  | 276  | 252  | 225  | 232  |